# 窪田静太郎

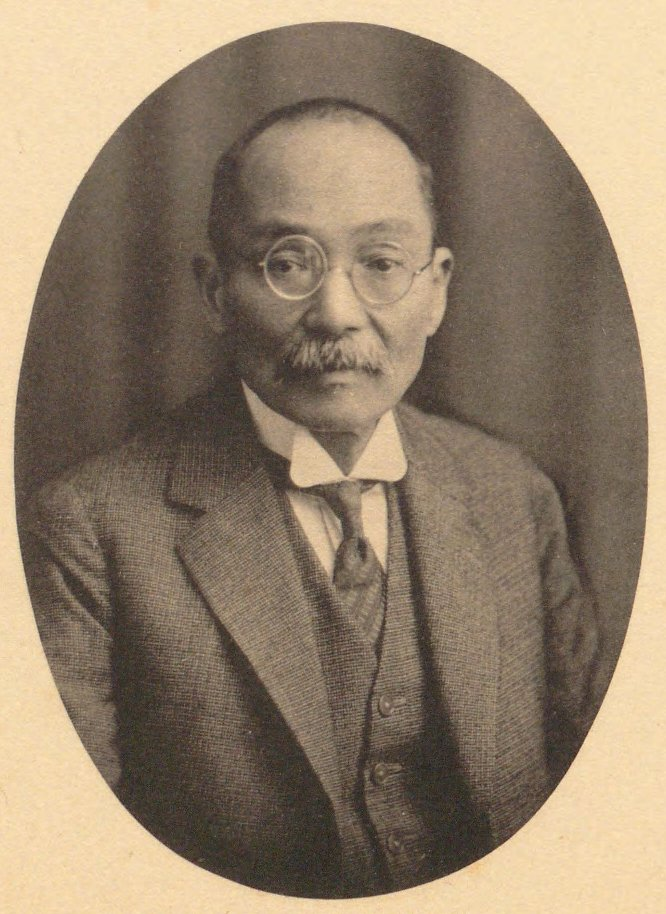
窪田静太郎

窪田 静太郎（くぼた せいたろう / しずたろう、1865年11月10日（慶応元年9月22日） - 1946年10月6日）は、日本の内務官僚、法学者、社会事業家。法学博士、行政裁判所長官、枢密顧問官。

## 経歴
岡山藩学師範教授・窪田善之の長男として生まれる。岡山中学、第一高等学校を経て、1891年7月、帝国大学法科大学法律学科（英法）を首席で卒業した。内務省に入省し、後藤新平のもとで日本の保健衛生制度の確立に尽力。伝染病予防法、癩予防法などの制定を推進した。医者ではない事務官として初めて衛生局長に就任した。また後藤の影響から、狭義の衛生政策のみならず社会問題・社会政策全般に関心を抱き、社会政策学会が発足するとその会員となった。
農商務官僚も兼任し、1900年農商務省商工局に臨時工場調査掛が設置され工場法制定のための各地の工場労働者の実態調査が開始されると、窪田はその主任となりスタッフに桑田熊蔵・横山源之助を起用、報告結果は1903年『職工事情』として刊行された。また農商務省における後継者としては岡實らの部下を育てた。
参事官・久米金弥や松井茂（警視庁）ら内務省有志とともに貧民研究会を結成した。社会政策学者の桑田や原胤昭、留岡幸助らの実務家、後には地方局の井上友一、生江孝之らも加わった。窪田はこの会を通じて井上に慈善事業の重要性を啓蒙した。1907年の ｢癩豫防ニ關スル件｣の制定には衛生局長として中心的にかかわった。
1908年、中央慈善協会を設立。井上、桑田らとともに救済事業調査を行う。また、大正期には井上、桑田らとともに救済事業調査会の委員になり、社会労働行政の整備に貢献した。
行政裁判所長官を約10年の長きにわたり務め、枢密顧問官に就任した。
大正後期から東京統計協会の副会長として阪谷芳郎会長を支え、阪谷の後には会長を務めた。墓所は多磨霊園。

## 職歴
- 1891年7月 - 内務省試補・土木局勤務
  - 11月 - 警保局
- 1892年6月 - 県治局
  - 8月 - 佐賀県参事官
  - 9月 - 佐賀県内務部第1課長兼第3課長
- 1893年5月 - 徳島県参事官・内務部第1課長
  - 11月 - 兵庫県参事官・内務部第1課長
- 1894年12月 - 内務省参事官
- 1898年4月 - 欧州出張（- 1899年）
- 1899年3月 - 内務省衛生局保健課長
- 1900年5月 - 兼農商務書記官・商工局工務課長
- 1901年7月 - 農商務書記官兼内務省参事官
- 1903年9月 - 内務省衛生局長
- 1910年12月 - 行政裁判所評定官
- 1916年4月22日 - 法学博士号授与[2]
- 1922年2月 - 行政裁判所部長
  - 7月 - 行政裁判所長官
- 1932年1月 - 免 行政裁判所長官・任 枢密顧問官
- 1946年10月 - 死去

## 栄典・授章・授賞
位階
- 1892年（明治25年）11月14日 - 従七位[2][3]
- 1895年（明治28年）11月20日 - 正七位[2]
- 1897年（明治30年）10月30日 - 従六位[2][4]
- 1899年（明治32年）11月20日 - 正六位[2]
- 1901年（明治34年）12月10日 - 従五位[2]
- 1903年（明治36年）12月25日 - 正五位[2]
- 1909年（明治42年）2月1日 - 従四位[2][5]
- 1914年（大正3年）2月20日 - 正四位[2][6]
- 1919年（大正8年）3月31日 - 従三位[2][7]
- 1924年（大正13年）5月15日 - 正三位[2][8]
- 1931年（昭和6年）6月1日 - 従二位[2]
- 1938年（昭和13年）6月15日 - 正二位[2][9]

勲章等
- 1904年（明治37年）12月27日 - 勲四等瑞宝章[2][10]
- 1906年（明治39年）4月1日 - 勲三等旭日中綬章[2][11]
- 1913年（大正2年）6月18日 - 勲二等瑞宝章[2]
- 1915年（大正4年）11月10日 - 大礼記念章（大正）[2][12]
- 1920年（大正9年）10月14日 - 銀杯一個[2]
- 1921年（大正10年）2月21日 - 銀杯一組[2]
- 1922年（大正11年）8月29日 - 勲一等瑞宝章[2][13]
- 1928年（昭和3年）
  - 4月21日 - 金杯一組[2]
  - 11月10日 - 大礼記念章（昭和）[2]
- 1929年（昭和4年）8月1日 - 旭日大綬章[2][14]
- 1931年（昭和6年）5月1日 - 帝都復興記念章[2]
- 1934年（昭和9年）4月29日 - 昭和六年乃至九年事変従軍記章・金杯一組[2]
- 1937年（昭和11年）11月28日 - 銀杯一組[2]
- 1940年（昭和15年） 
  - 4月29日 - 銀杯一組[2]
  - 8月15日 - 紀元二千六百年祝典記念章[2][15]
- 1946年（昭和21年）10月6日 - 旭日桐花大綬章

外国勲章佩用允許
- 1934年（昭和9年）3月1日 - 満州帝国：大満洲国建国功労章[2]
- 1941年（昭和16年）12月9日 -  満州帝国：建国神廟創建記念章[2]

## 著書
- 『窪田静太郎集』日本社会事業大学、1980年。

## 親族
- 養子 窪田幹太（裁判官）